# Todo lo que amas se te arrebatará
Todo lo que amas se te arrebatará es un relato corto de Stephen King que fue originalmente publicado en la revista The New Yorker y luego incluida en la colección Todo es eventual: 14 relatos oscuros.

## Argumento
Alfie Zimmer, un viajante y vendedor de lectores de códigos de barras y cenas instantáneas, se detiene en un Motel 6 en Nebraska por la noche. Se instala allí, y saca un revólver, dispuesto a suicidarse porque "no podía seguir viviendo de la manera en que había estado viviendo."
Tiene una esposa, una hija, y un hobby: escribir en una libreta los graffitis que encuentra en los diferentes baños que descubre mientras viaja solo. Comenzó a anotar garabatos en las paredes que le llamó la atención sin ninguna razón, pero luego se convirtió en un "fanático con los mensajes". Alfie ha llenado casi por completo su libreta con joyas como "¡Salve a judíos rusos! ¡Gane valiosos premios!" y "Mammon es el rey de Nueva Jersey."
En su vida solitaria como un viajante de comercio, con kilómetros y kilómetros sólo de carretera vacía, las "voces en los muros" se convirtieron en sus amigos, teniendo algo en que pensar durante sus largos viaje, algo precioso e importante, algo que "habla" con él.
Alfie decide que "un tiro en la boca es más fácil que cualquier cambio de vida", pero cada vez que se pone la pistola en la boca, le preocupa que al dejar el cuaderno lleno de divagaciones extrañas le harán parecer que es un loco cuando encuentren su cuerpo. Alfie quiere escribir un libro sobre los grafitis, incluso vienen con un gran título, pero sabe que "la narración haría daño." Estando de pie en el frío de la noche de invierno, entre sollozos, Alfie decide un plan: si las luces de una casa de campo tras el motel reaparecen entre la nieve antes de que él cuente hasta 60, escribirá el libro. Si no, lanzará la libreta en la nieve, y luego entrará y se pegará un tiro. 
La historia termina con Alfie de pie cerca del campo fuera del motel, empezando a contar.

## Adaptaciones
Esta historia fue adaptada a seis diferentes películas cortas de estilo Dollar Baby. Estas fueron hechas por Scott Albanese, Brian Berkowitz, Mark Montalto, Chi Laughlin & Natalie Mooallem, James Renner y Anthony Kaneaster.